# Ступишин, Иван Васильевич
Иван Васильевич Ступишин (1738—1819) — генерал-лейтенант, московский губернский предводитель дворянства (1793).

## Биография
Родился 24 мая (4 июня) 1738 года.
В 1762 году поручик Преображенского полка во время дворцового переворота был в числе участников заговора.
В 1768 году, в марте упоминался как камер-юнкер, в ноябре — действительный камергер, был на службе в Оренбургской губернии.
Был произведён в генерал-поручики в 1770 году.
Имел в Москве дом (в Белом городе) и имение в Московской губернии Афинеево; в 1793 году был избран московским губернским предводителем дворянства.
Был награждён 11 февраля 1795 года орденом Св. Святого Александра Невского; с 24 ноября 1796 года — генерал-лейтенант.
Умер 17 (29) октября 1819 года. Похоронен на кладбище Донского монастыря в Москве. Жена — Аграфена Александровна, урождённая Ростиславская — умерла 4 октября 1822 года и была похоронена рядом с мужем.